# Tiro esportivo nos Jogos Pan-Americanos de 2015 - Skeet feminino
A categoria do skeet feminino foi um dos eventos do tiro esportivo nos Jogos Pan-Americanos de 2015, em Toronto. Foi disputada no dia 18 de julho no Pan Am Shooting Centre em Innisfil. 

## Calendário
Horário local (UTC-4)
| Data        | Horário | Fase                |
| ----------- | ------- | ------------------- |
| 18 de julho | 09:00   | Qualificação dia 1  |
| 18 de julho | 14:30   | Semifinal           |
| 18 de julho | 14:45   | Disputa pelo bronze |
| 18 de julho | 14:45   | Final               |

## Medalhistas
| Ouro   | USA Kim Rhode          |
| Prata  | ARG Melisa Gil         |
| Bronze | CHI Francisca Crovetto |

## Resultados

### Qualificação
| ´Pos. | Atiradora          | Nacionalidade      | 1  | 2  | 3  | Total | Notas |
| ----- | ------------------ | ------------------ | -- | -- | -- | ----- | ----- |
| 1     | Kim Rhode          | USA Estados Unidos | 25 | 24 | 25 | 74    | Q,    |
| 2     | Melisa Gil         | ARG Argentina      | 23 | 24 | 25 | 72    | Q     |
| 3     | Andrea Romero      | GUA Guatemala      | 22 | 21 | 23 | 66    | Q     |
| 4     | Francisca Crovetto | CHI Chile          | 22 | 21 | 20 | 63    | Q     |
| 5     | Anabel Molina      | MEX México         | 23 | 21 | 18 | 62    | Q     |
| 6     | Daniella Borda     | PER Peru           | 20 | 17 | 22 | 59    | Q     |
| 7     | Daniela Matarazzo  | BRA Brasil         | 19 | 18 | 21 | 58    |       |
| 8     | Gabriela Rodriguez | MEX México         | 15 | 19 | 18 | 52    |       |
| 9     | Michelle Elliot    | BAR Barbados       | 15 | 16 | 17 | 48    |       |

### Semifinal
| Pos. | Atiradora          | Nacionalidade      | Pontos | Desempate | Notas |
| ---- | ------------------ | ------------------ | ------ | --------- | ----- |
| 1    | Kim Rhode          | USA Estados Unidos | 16     |           | QG    |
| 2    | Melisa Gil         | ARG Argentina      | 14     |           | QG    |
| 3    | Daniella Borda     | PER Peru           | 13     |           | QB    |
| 4    | Francisca Crovetto | CHI Chile          | 12     |           | QB    |
| 5    | Andrea Romero      | GUA Guatemala      | 11     |           |       |
| 6    | Anabel Molina      | MEX México         | 9      |           |       |

### Final

#### Disputa pelo bronze
| Pos.              | Atiradora          | Nacionalidade | Pontos | Desempate | Notas |
| ----------------- | ------------------ | ------------- | ------ | --------- | ----- |
| Medalha de bronze | Francisca Crovetto | CHI Chile     | 15     |           |       |
| 4                 | Daniella Borda     | PER Peru      | 12     |           |       |

#### Disputa pelo ouro
| Pos.             | Atirador   | Nacionalidade      | Pontos | Desempate | Notas |
| ---------------- | ---------- | ------------------ | ------ | --------- | ----- |
| Medalha de ouro  | Kim Rhode  | USA Estados Unidos | 15     |           |       |
| Medalha de prata | Melisa Gil | ARG Argentina      | 12     |           |       |